# Obserwacja statystyczna
Obserwacja statystyczna – pojedyncza realizacja zmiennej losowej. W praktyce zwykle jest to wielowymiarowa zmienna losowa, wówczas obserwacją statystyczną jest wektor realizacji składowych zmiennych losowych dotyczących tego samego badanego elementu populacji (jednostki statystycznej).
Przykład: obserwacją statystyczną może być wektor danych o konkretnym noworodku, obejmujący jego wzrost, masę urodzeniową, płeć i obwód głowy.
Obserwacje statystyczne grupowane są w zbiory danych, na ogół w postaci tabelarycznej. Zazwyczaj jedna obserwacja mieści się w jednym wierszu tabeli, każda kolumna odpowiada jednej zmiennej.
W innym znaczeniu obserwacja statystyczna to proces zbierania danych w naukach społecznych, zobacz Obserwacja (nauki społeczne).